# Бад-Брайзиг
Бад-Брайзиг (нем. Bad Breisig) — город в Германии, курорт, расположен в земле Рейнланд-Пфальц.
Входит в состав района Арвайлер. Подчиняется управлению Бад Брайзиг. Население составляет 8842 человека (на 31 декабря 2010 года). Занимает площадь 19,94 км². Официальный код — 07 1 31 006.

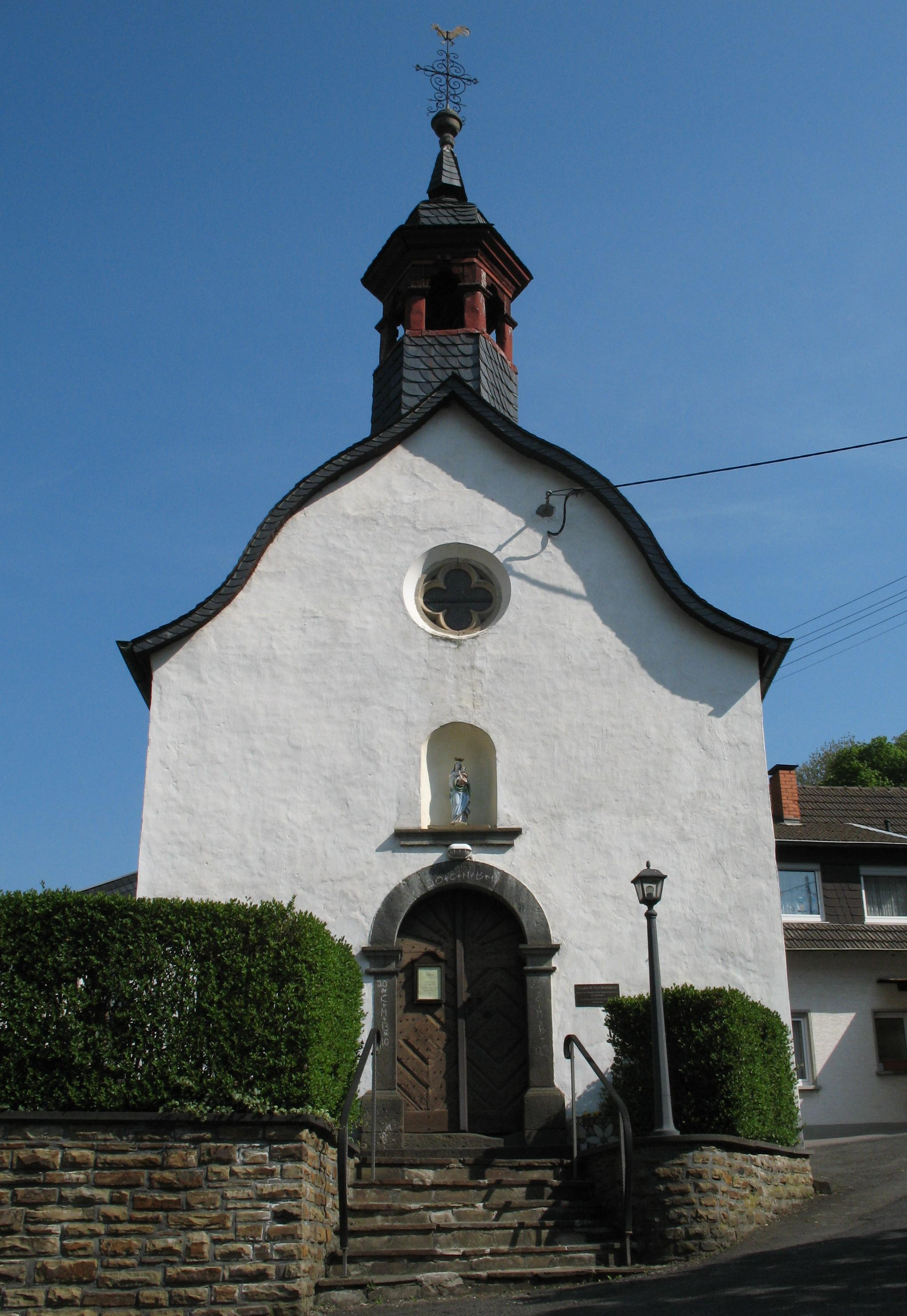
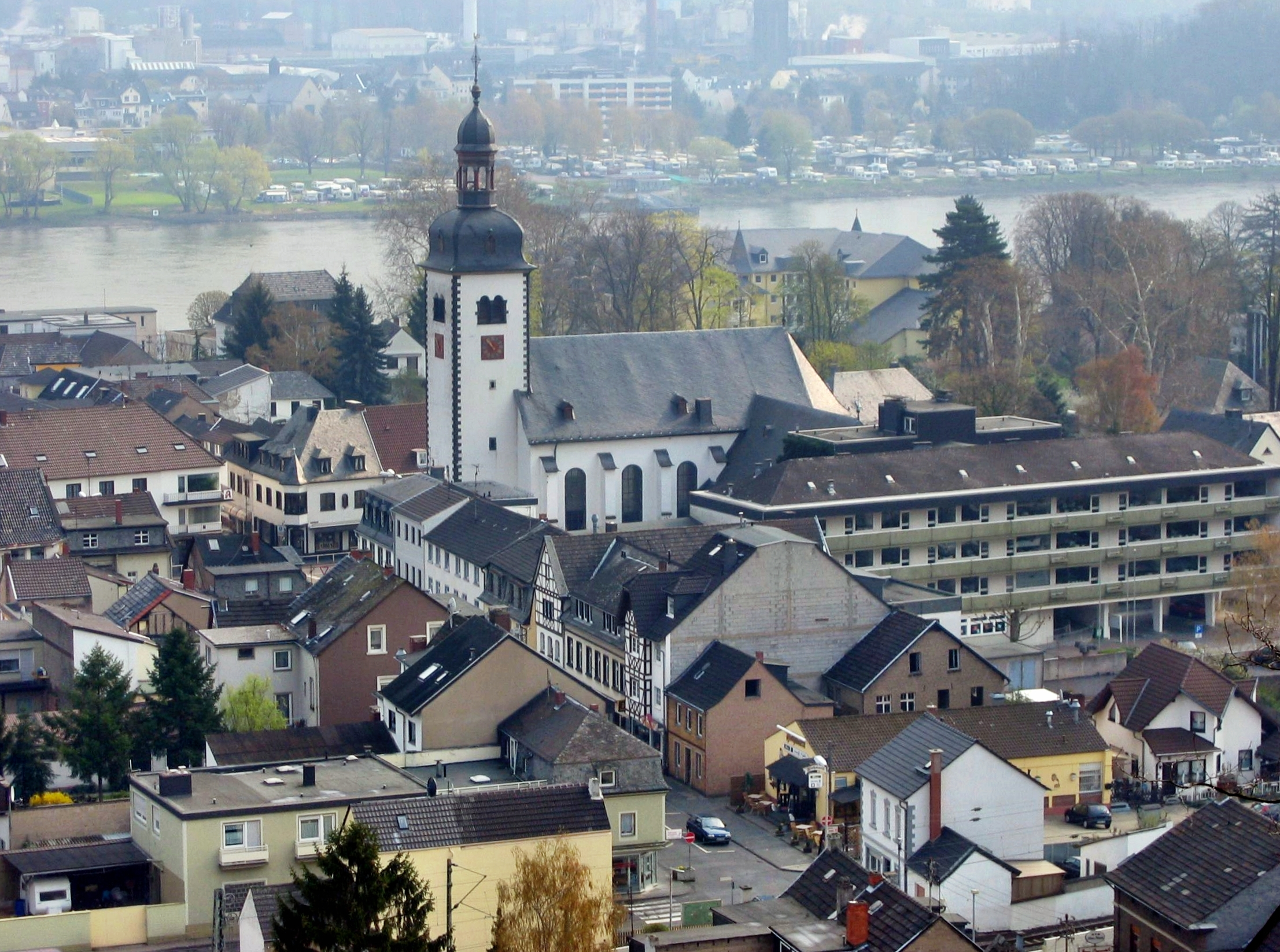
Бад-Брайзиг